# The Book Job
The Book Job é o sexto episódio da vigésima terceira temporada do seriado de animação The Simpsons. Foi exibido originalmente nos Estados Unidos pela Fox Broadcasting Company em 20 de novembro de 2011. O episódio foi escrito por Dan Vebber e dirigido por Bob Anderson e teve como produtor, além de Al Jean, Matt Selman.

## Enredo
Lisa fica triste ao saber a verdade por trás das novelas destinadas a crianças e adolescentes , que, na verdade, foram escritas por um grupo de escritores envolvidos na pesquisa e juventude e não por um determinado autor. Para compensar isso, Homer decide criar um grupo de escritores para começar a escrever literatura para filhos de grandes pessoas da mídia. Quando a indústria recebe o primeiro rascunho do romance, o grupo descobre que ela é maior do que eles pensavam.